# Азимутальний рушій

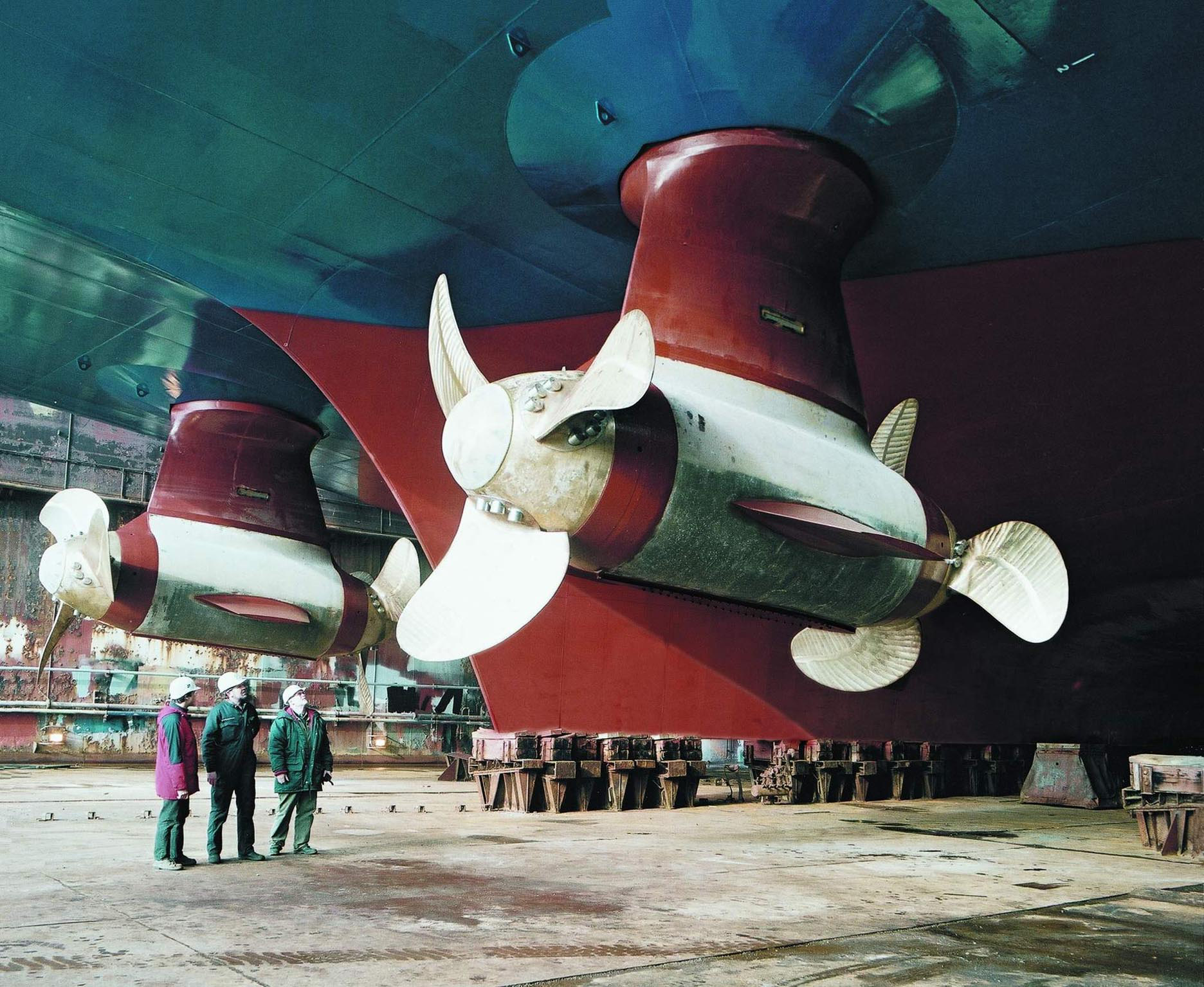
Двогвинтовий азимутальний рушій Siemens/Schottel

Азимутальний рушій, азимутальний підрулювальний пристрій — в суднобудуванні конфігурація лопатевих гвинтів, що розташовані на поворотній гвинтовій базі, яка здатна обертатися на 360 ° відносно своєї осі (по горизонтальному колу, азимутально). Пристрій надає судну максимальної маневровості, що дозволяє швартуватися та проходити складні ділянки шляху без супроводу буксирів.
Англійський винахідник Френсіс Роналдс у 1859 році описував механізм «Propelling Rudder» («рушійне стерно»), що поєднував рушійний і стерновий механізми човна в одному агрегаті. Гвинт був встановлений у рамі зі зовнішніми обрисами як у пера стерна і сполучений з вертикальним валом, який передавав обертальний момент на гвинт, уможливлюючи при цьому і обертання всього пристрою в горизонтальній площині.
Сучасний азимутальний рушій із Z-подібною передачею винайшов у 1951 році Йозеф Беккер (Josef Becker), засновник німецької компанії «Шоттель», у продаж він поступив під назвою Ruderpropeller («Стерно-гвинт»). За свій винахід Беккер отримав 2004 року премію Елмера Сперрі. Пристрій, що працює за таким принципом, уперше запатентовано в 1955 р.: стерно Плойгера, винайдене Ф. В. Плойгером (F. W. Pleuger).

## Конструкція
- За типом передачі:

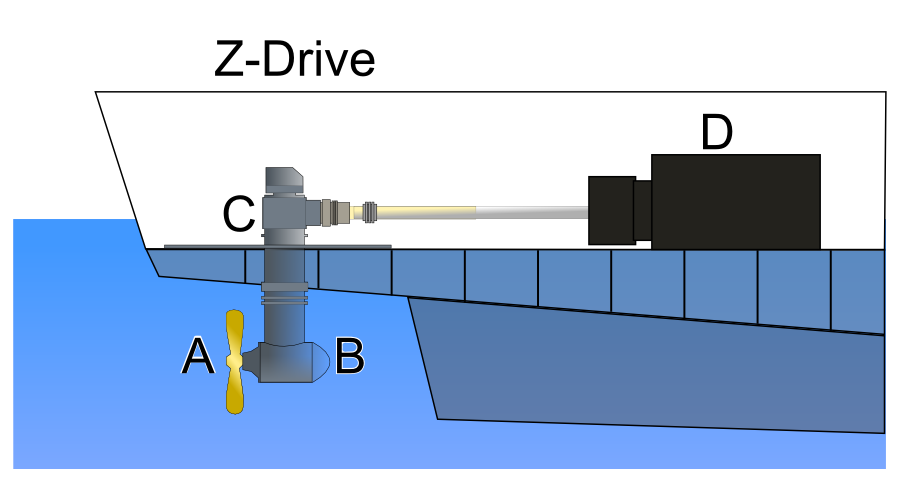
Механічна трансмісія Z-типу

  - Механічний з L-подібною передачею (англ. L-drive);
  - Механічний із Z-подібною передачею (англ. Z-drive);
  - Електричний (англ. Azipod).

- За кількістю гвинтів:
  - Одногвинтовий;
  - Двогвинтовий тандемний (гвинти провертаються в один бік);
  - Двогвинтовий опозитний (гвинти провертаються в різні боки).

Гвинти можуть бути як відкритими для зовнішніх чинників, так і мати насадку.
На моторних яхтах азимутальний рушій зазвичай обертається не на 360° навколо осі, а лише у певному секторі.
У деяких видів азимутальних рушіїв нижня частина з гвинтом може пересуватися у вертикальному напрямку і прибиратися в корпус судна в неробоче положення (висувні поворотні колонки).

## Застосування
- Великотоннажні яхти і пасажирські судна — для спрощення маневрів у прибережній зоні.
- Буксири, рятувальні, бурові, науково-дослідні судна — маневрування та точність дрейфу.
- Земснаряди та плавучі крани.
- Криголами.
- Військові кораблі прибережної зони.